# Sotordey
Sotordey (llamada oficialmente Santiago de Soutordei) es una parroquia y una aldea española del municipio de Ribas del Sil, en la provincia de Lugo, Galicia.

## Otras denominaciones
La parroquia también es conocida por el nombre de Santiago de Sotordei.

## Geografía
Se encuentra en el margen izquierdo del río Sil, con el que limita por el norte. Limita con las parroquias de Ribas del Sil al noroeste, Sequeiros y Bendollo (Quiroga) al nordeste, Piñeira y Peites al este, Cabanas y Seoane de Argas (Río) al sur, y Villardá (Río) al oeste.

## Organización territorial
La parroquia está formada por nueve entidades de población, constando siete de ellas en el nomenclátor del Instituto Nacional de Estadística español:

### Entidades de población
Entidades de población que forman parte de la parroquia:
- Aldea (A Aldea)
- Chenzas
- Lousadela (Louxadelas)
- Moredo
- Portas (As Portas)
- Soutordei

### Despoblados
Despoblados que forman parte de la parroquia:
- Fraga (A Fraga)
- O Outeiro
- Souto

## Demografía

### Parroquia
| Gráfica de evolución demográfica de Sotordey (parroquia) entre 2000 y 2020 |
|                                                                            |
| Datos según el nomenclátor publicado por el INE.                           |

### Aldea
| Gráfica de evolución demográfica de Soutordei (aldea) entre 2000 y 2020 |
|                                                                         |
| Datos según el nomenclátor publicado por el INE.                        |